# Harpidae
Famille
Les Harpidae forment une famille de gastéropodes dans l'ordre des Neogastropoda.

## Liste des  genres
Selon World Register of Marine Species (23 octobre 2014) :
- genre Austroharpa Finlay, 1931
- genre Harpa Röding, 1798
- genre Harpalis Link, 1807
- genre Morum Röding, 1798
- genre Palamharpa Iredale, 1931
- genre Pulchroniscia Garrard, 1961

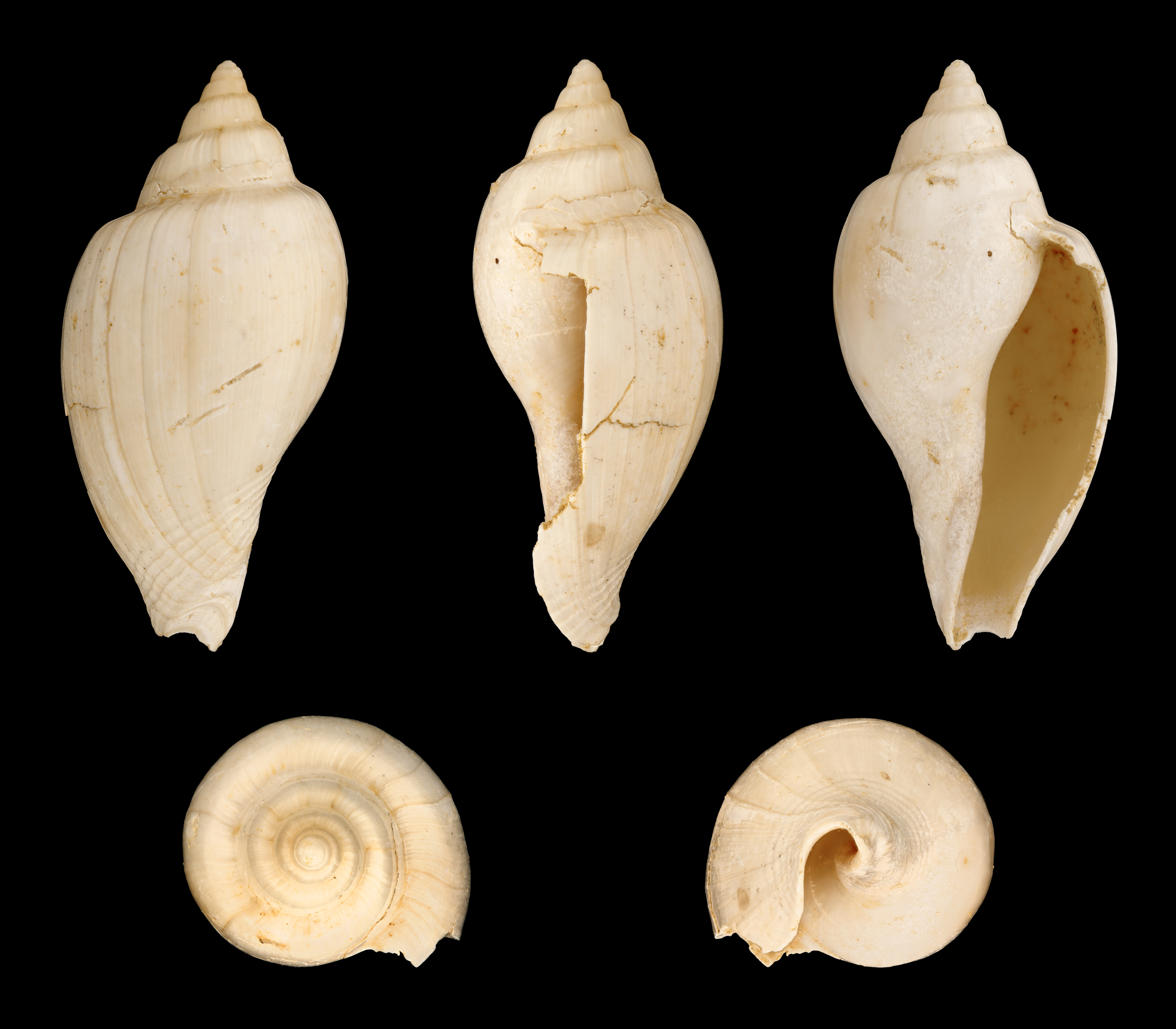
Cryptochorda stromboides
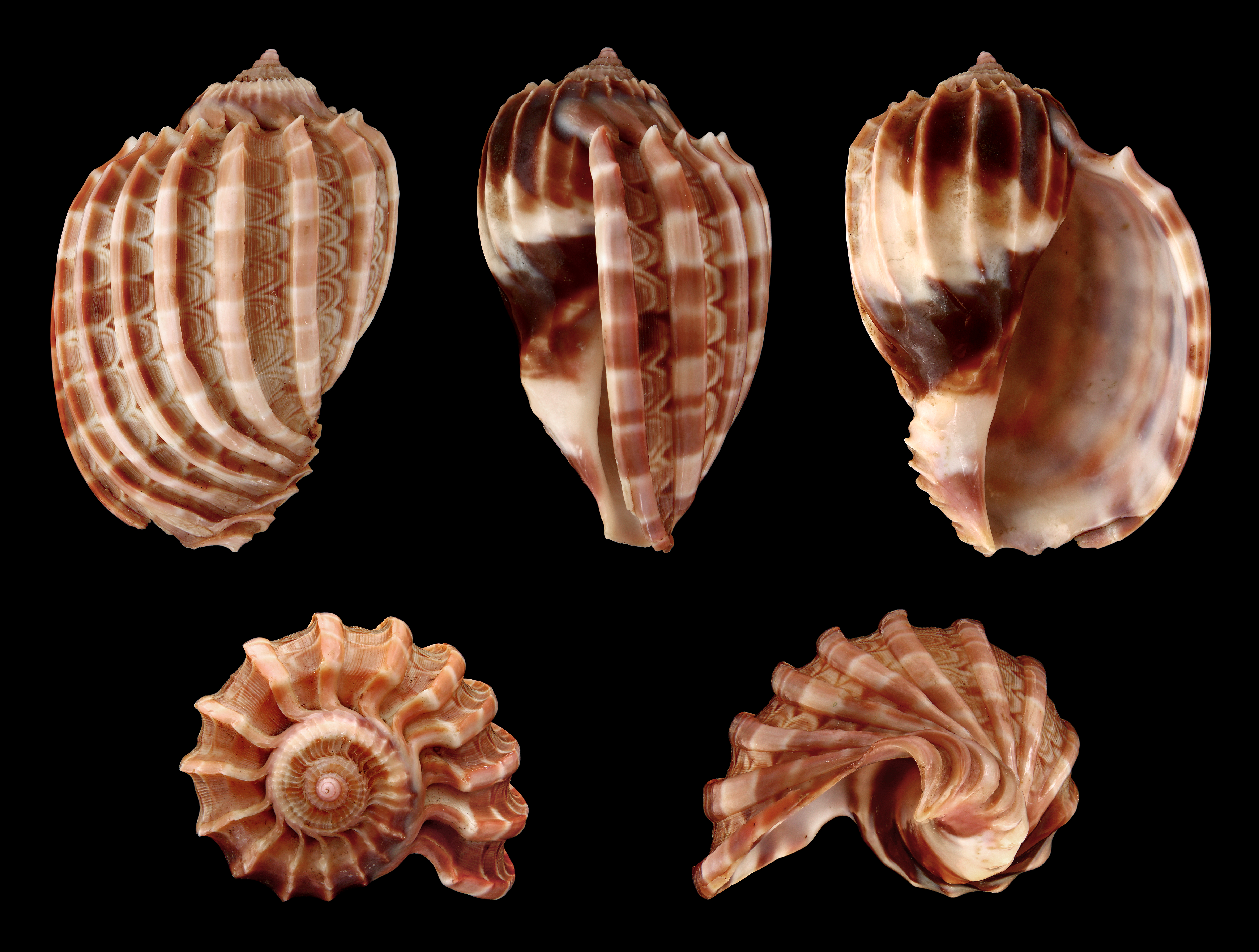
Harpa davidis
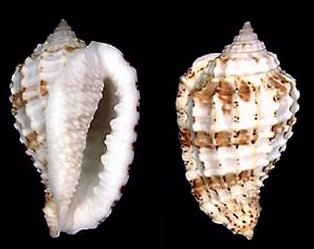
Morum cancellatum
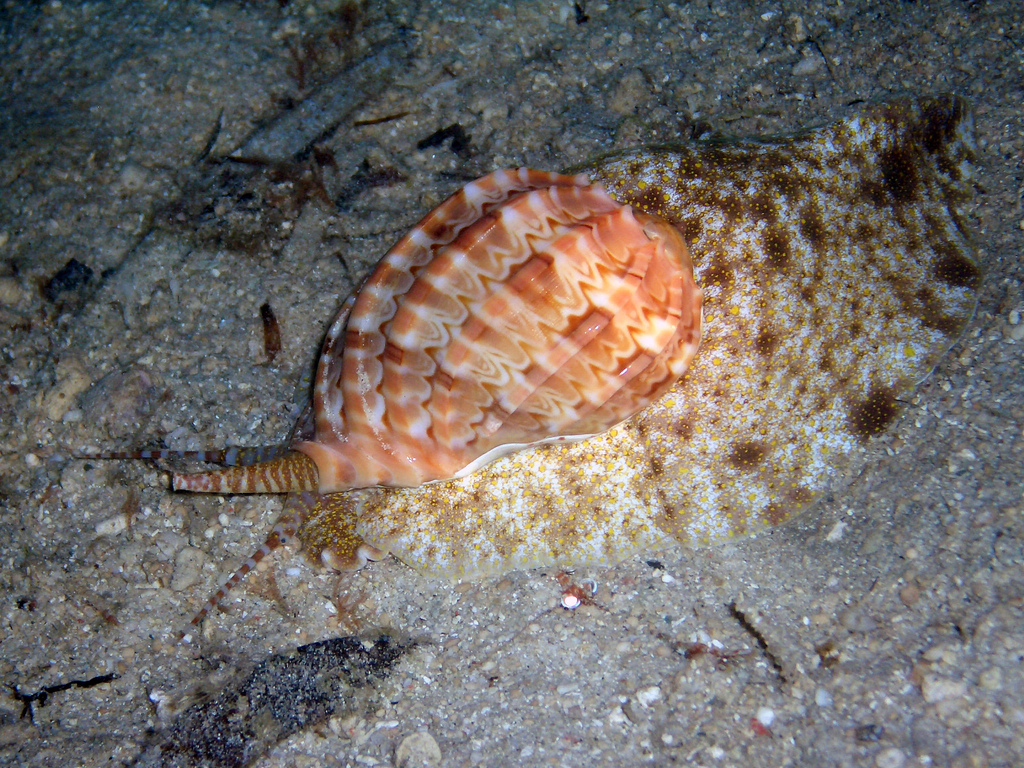
Un harpidae vivant.